# Mobile marketing association
A Mobile Marketing Association (MMA) é uma associação global sem fins lucrativos estabelecida para fomentar o desenvolvimento sustentável do mobile marketing e tecnologias associadas em todo o mundo. Trata-se de uma associação orientada à ação e desenhada para eliminar os obstáculos que se apresentem ao desenvolvimento do mercado, estabelecer linhas-mestras e melhores práticas que levem ao crescimento sustentável, bem como evangelizar as marcas e provedores de conteúdo/empresas de mídia para o uso do canal móvel (ou seja, o telefone celular).
A Mobile Marketing Association conta hoje com mais de 600 membros globais das diferentes partes do ecossistema mobile - agências, marcas, empresas de mídia, provedores de serviços mobile, agregadores, empresas de tecnologia, empresas de pesquisa, unidas para desenvolver o marketing através do canal móvel. Algumas companhias muito ativas na MMA são a Coca-Cola, cujo executivo Tom Daly é o chairman global da Associação na gestão 2008, Yahoo!, Microsoft, Unilever e na América Latina HANZO, MobX e F.biz entre outras.
A sede da Mobile Marketing Association é nos Estados Unidos. Em adição ao capítulo norte-americano, há capítulos estabelecidos na Europa, Oriente Médio e África (EMEA), Ásia-Pacífico (APAC) e América Latina (LATAM).
Os chairmans de cada região são Jimmy Poon, da Púca (APAC), Russell Buckley, da Ad-Mob Inc (EMEA) e Federico Pisani Massamormile, da HANZO (LATam).
A MMA tem como objetivo trabalhar de modo colaborativo para educar o mercado e estabelecer práticas e linhas-mestras nacionais, internacionais para a indústria do mobile marketing. Comitês e grupos de trabalho com a experiência, conhecimento e foco esclarecem as necessidades imediatas e futuras das companhias que querem acrescentar o telefone celular em seu mix de marketing.

## Membros
Diretório de Membros da MMA 

## História
A Mobile Marketing Association foi fundada em 2000 como a Wireless Advertising Association (WAA), uma organização sem fins lucrativos baseada em Nova Iorque. Em 2003, a WAA e a Wireless Marketing Association (WMA), baseada na Europa, se uniram para formar a Mobile Marketing Association (MMA). Na época a MMA had tinha apenas 10 membros como like m-Qube, Mobliss, The Weather Channel, Carat e Vindigo.
A MMA teve apenas 20 membros até 2005 quando o mobile marketing começou a crescer fortemente nos Estados Unidos. A MMA já estabeleceu 4 capítulos nacionais na Europa em 2003 – 2005 (Austria, Espanha, Grã-Bretanha e França), antes de criar os capítulos regionais EMEA e APAC em 2007 e LATAM em 2008.